# Hanover (Pennsylvanie)
Pour les articles homonymes, voir Hannover.
Hanover est un borough américain du comté de York, en Pennsylvanie. Il est situé à 31 km au sud-ouest de York et à 87 km au nord-nord-ouest de Baltimore. Lors du recensement de 2000, la ville comptait 14 535 habitants.
Située dans une région agricole fertile, Hanover fut fondée autour de 1730, avant d'être incorporée en 1815. Par le passé, la ville a accueilli des industries de cigares, de gants, de soie, de flavine, de roues à eau, de farine, de vêtements, de chaussures, de meubles et d'autres produits manufacturés. La ville est nommee en souvenir de Hanovre en Allemagne.  